# Charlize Theron
Charlize Theron   (Benoni, 7 d'agost de 1975) és una actriu i productora sud-africana i estatunidenca, guanyadora de l'Oscar a la millor actriu el 2003 pel seu paper a Monster.

## Primers anys
Theron va néixer a Benoni, a la província de Transvaal (província de Gauteng des de 1994) de Sud-àfrica, el 7 d'agost de 1975. És l'única filla dels constructors de carreteres Gerda (née Maritz) i Charles Theron (27 de novembre de 1947 – 21 de juny de 1991). El cap militar de la Segona Guerra dels Bòers Daniel Theron era el seu besavi. Prové d'una família afrikaner, i els seus ascendents inclouen neerlandesos, francesos i alemanys. Els seus avantpassats francesos estaven entre els primers hugonots a Sud-àfrica. La seva llengua materna és l'afrikaans, encara que també parla perfectament l'anglès. El 21 de juny de 1991, el pare de Theron, un alcohòlic, va amenaçar tant Charlize com la seva mare mentre estava borratxo, atacant físicament la seva mare i disparant-les amb una pistola. La mare de Theron va agafar la seva pròpia pistola, va disparar i el va matar. El tret es va considerar legalment en defensa pròpia i la seva mare no va afrontar cap càrrec. Aquest fet l'ha marcada tota la vida.
Theron va assistir a l'escola primària de Putfontein (Laerskool Putfontein), un període durant el qual ha dit que no encaixava. Sovint es trobava malament amb ictericia durant la infància i els antibiòtics que li van administrar van fer que les seves incisives de llet es pudrissin; es van haver d'extirpar quirúrgicament. Les dents permanents de Theron no van créixer fins que va tenir aproximadament deu anys. Als 13 anys, va ser enviada a l'escola nacional d'arts a Johannesburg. Sobre la seva vida primerenca al seu país d'origen, Theron ha dit: «Vaig créixer com a filla única a Sud-àfrica, i hi havia agitació a la meva família, però l'entorn era tan fantàstic. Normalment anava descalça a terra: ni Game Boys, ni ordinadors, i teníem sancions, així que no hi havia concerts. Això significava que t'havies d'entretenir per tu mateix».

## Carrera
Tot i que es veia a si mateixa com a ballarina, Theron va obtenir un contracte de model d'un any als 16 anys en una competició local a Salerno, Itàlia i es va traslladar amb la seva mare a Milà. Després que Theron passés un any fent de model a tot Europa, ella i la seva mare es va traslladar als Estats Units, van residir a la ciutat de Nova York i a Miami. A Nova York, va assistir a l'escola Joffrey Ballet, on es va formar com a ballarina clàssica però ho va haver d'abandonar per una lesió de genoll. Com Theron va recordar el 2008:
| « | (anglès) I went to New York for three days to model, and then I spent a winter in New York in a friend's windowless basement apartment. I was broke, I was taking class at the Joffrey Ballet, and my knees gave out. I realized I couldn't dance anymore, and I went into a major depression. My mom came over from South Africa and said, "Either you figure out what to do next or you come home, because you can sulk in South Africa". | (català) Vaig anar per tres dies a Nova York per fer de model, i després vaig passar un hivern a Nova York al soterrani sense finestres d'un amic. Estava trencada, estava fent classe al Joffrey Ballet i els meus genolls van cedir. Em vaig adonar que ja no podria ballar més i vaig patir una depressió major. La meva mare va venir de Sud-àfrica i em va dir: "O descobreixes què fer després o tornes a casa, perquè pots enfadar-te a Sud-àfrica". | » |

El 1994, Theron va volar a Los Angeles amb un bitllet d'anada que la seva mare li va comprar; tenia la intenció de treballar a la indústria del cinema. Durant els seus primers mesos allà, va viure en un motel amb el pressupost de 300 dòlars que li havia donat la seva mare; va continuar rebent xecs de Nova York i vivien "de sou a sou". Theron va robar pa d'una cistella en un restaurant per sobreviure. Un dia, va anar a un banc de Hollywood Boulevard per cobrar uns quants xecs, inclòs un que la seva mare havia enviat per ajudar amb el lloguer; tanmateix, el xec de la seva mare va ser rebutjat perquè era d'un altre estat i ella no era ciutadana nord-americana. Theron va discutir amb el caixer del banc i va suplicar fins que l'agent de talent John Crosby, que era el següent client darrere d'ella, va pagar per ella i li va donar la seva targeta de visita.
Crosby va introduir Theron a una escola d'actuació. El 1995, va interpretar el seu primer paper de pel·lícula no parlat a la pel·lícula de terror Children of the Corn III: Urban Harvest. En el primer paper que va parlar de Theron, va interpretar l'assassina a sou Helga Svelgen a 2 Days in the Valley (1996). Malgrat les crítiques contradictòries de la pel·lícula, Theron va cridar l'atenció per la seva bellesa i per una escena en què va lluitar contra el personatge de Teri Hatcher.
Quan va fer una audició per a Showgirls, la directora de co-casting Johanna Ray va presentar a Theron a l'agent de talent J. J. Harris. Va recordar que es va sorprendre de la fe que Harris tenia en el seu potencial. Theron s'ha referit a Harris com el seu mentor. Harris va trobar guions i pel·lícules per a Theron en diversos gèneres i la va animar a convertir-se en productora. Va ser l'agent de Theron durant més de 15 anys.
La carrera de Theron es va expandir a finals de la dècada de 1990. Al drama de terror Pactar amb el diable (1997), a la qual s'acredita com la seva pel·lícula de ruptura, Theron va protagonitzar al costat de Keanu Reeves i Al Pacino com l'esposa embruixada d'un advocat d'un èxit inusual.
Després d'aparèixer i protagonitzar diverses pel·lícules, l'any 2003 va protagonitzar Monster, a les ordres de Patty Jenkins, basada en la vida d'Aileen Wuornos, una prostituta de Daytona Beach que va acabar sent una assassina en sèrie. Aquest paper li va donar un gran renom internacional, èxit de crítica i públic, un Oscar i un Globus d'Or.
Theron, que sempre ha estat una gran aliada en la lluita pels drets de la comunitat LGBTQ+ i per la correcta representació a Hollywood de les diverses orientacions sexuals, el 2006 va rebre un Premi GLAAD. D'altra banda, és mare d'una nena transgènere i li fa costat en la seva lluita contra la transfòbia.

## Filmografia

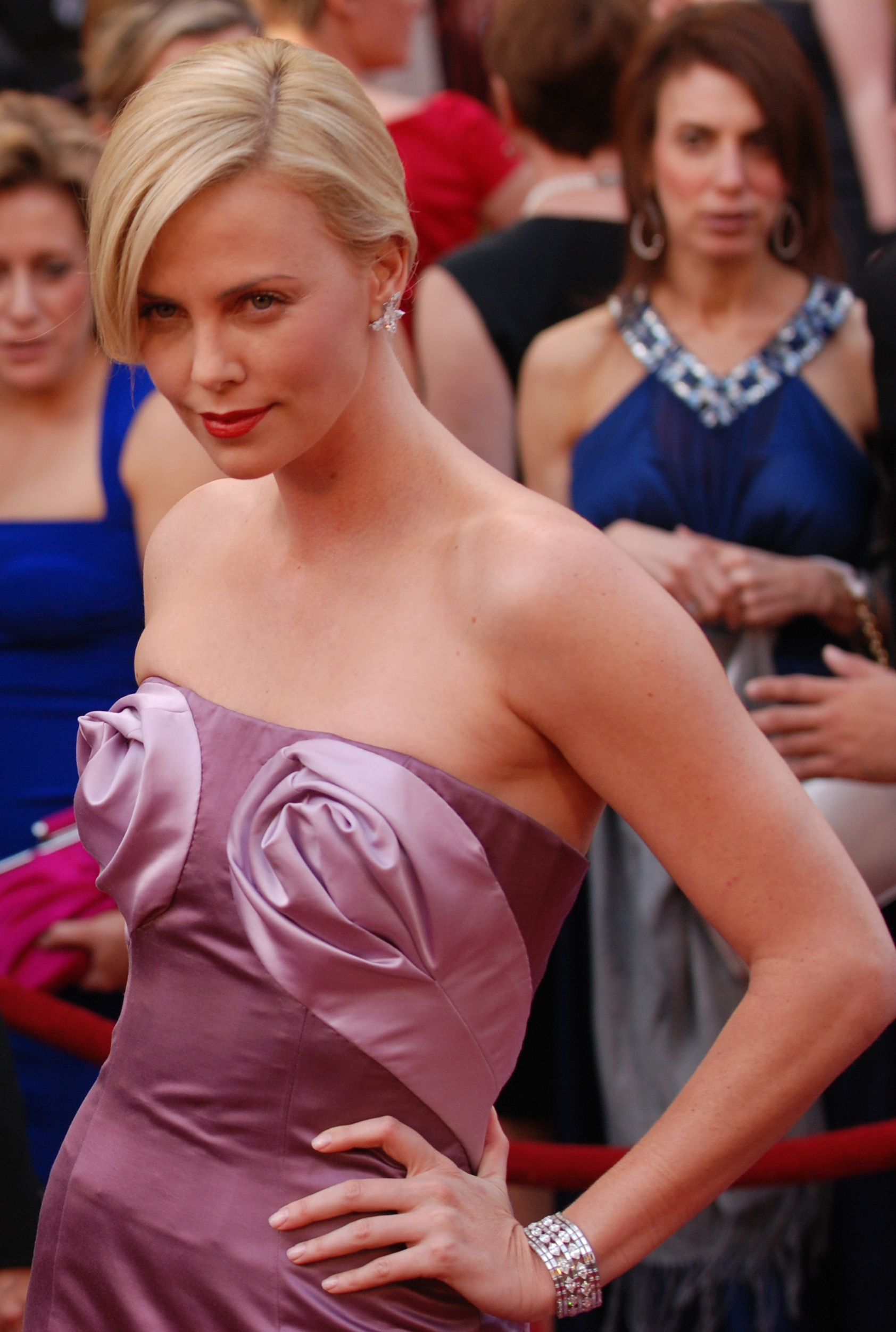
Charlize Theron a la cerimònia dels Oscars de 2010

### Cinema
| Any  | Pel·lícula                                                | Personatge                   | Notes | Referències   |
| ---- | --------------------------------------------------------- | ---------------------------- | --- | ------------- |
| 1995 | Children of the Corn III: Urban Harvest                   | Jove                         | No surt als crèdits, directe a vídeo | [ 34 ] [ 35 ] |
| 1996 | 2 Days in the Valley                                      | Helga Svelgen                | | [ 36 ] [ 37 ] |
| 1996 | That Thing You Do!                                        | Tina Powers                  | | [ 38 ] [ 39 ] |
| 1997 | Trial and Error                                           | Billie Tyler                 | | [ 40 ]        |
| 1997 | The Devil's Advocate                                      | Mary Ann Lomax               | | [ 41 ]        |
| 1998 | Celebrity                                                 | Supermodel                   | | [ 42 ]        |
| 1998 | Mighty Joe Young                                          | Jill Young (jove)            | | [ 41 ]        |
| 1999 | La cara del terror                                        | Jillian Armacost             | | [ 43 ]        |
| 1999 | The Cider House Rules                                     | Candy Kendall                | | [ 41 ]        |
| 2000 | Operació Ren                                              | Ashley Mercer                | | [ 44 ] [ 39 ] |
| 2000 | The Yards                                                 | Erica Stoltz                 | | [ 41 ]        |
| 2000 | The Legend of Bagger Vance                                | Adele Invergordon            | | [ 41 ]        |
| 2000 | Men of Honor                                              | Gwen Sunday                  | | [ 45 ]        |
| 2001 | Novembre dolç                                             | Sara Deever                  | | [ 41 ]        |
| 2001 | La maledicció de l'escorpí de Jade                        | Laura Kensington             | | [ 41 ]        |
| 2001 | 15 Minuts                                                 | Rose Heam                    | Sense acreditar | [ 46 ]        |
| 2002 | Trapped                                                   | Karen Jennings               | | [ 47 ]        |
| 2002 | Waking Up in Reno                                         | Candy Kirkendall             | | [ 48 ]        |
| 2003 | The Italian Job                                           | Stella Bridger               | | [ 41 ]        |
| 2003 | Monster                                                   | Eileen Wuornos               | També productora; Oscar a la millor actriu Globus d'Or a la millor actriu dramàtica Os de plata a la millor interpretació femenina Nominació − BAFTA a la millor actriu | [ 49 ]        |
| 2004 | Joc de dones                                              | Gilda Bessé                  | | [ 41 ]        |
| 2005 | En terra d'homes                                          | Josey Aimes                  | Nominació − Oscar a la millor actriu Nominació − Globus d'Or a la millor actriu dramàtica Nominació − BAFTA a la millor actriu                                          | [ 41 ]        |
| 2005 | Æon Flux                                                  | Æon Flux                     | | [ 50 ]        |
| 2007 | A la vall d'Elah                                          | Detectiu Emily Sanders       | | [ 41 ]        |
| 2007 | Batalla a Seattle                                         | Ella                         | | [ 41 ] [ 51 ] |
| 2008 | Sleepwalking                                              | Joleen                       | també productora | [ 52 ]        |
| 2008 | Hancock                                                   | Mary Embrey                  | | [ 41 ]        |
| 2008 | Lluny de la terra cremada                                 | Sylvia                       | També productora adjunta | [ 41 ] [ 53 ] |
| 2009 | La carretera                                              | Muller                       | | [ 41 ]        |
| 2009 | Astro Boy                                                 | Narradora                    | Veu | [ 41 ]        |
| 2011 | Young Adult                                               | Mavis Gary                   | Nominació − Globus d'Or a la millor actriu musical o còmica | [ 41 ]        |
| 2012 | Blancaneu i la llegenda del caçador                       | Reina Ravenna                | | [ 54 ]        |
| 2012 | Prometheus                                                | Meredith Vickers             | | [ 55 ]        |
| 2014 | A Million Ways to Die in the West                         | Anna                         | | [ 41 ]        |
| 2015 | Dark Places                                               | Libby Day                    | També productora | [ 57 ]        |
| 2015 | Mad Max: fúria a la carretera                             | Imperator Furiosa            | | [ 59 ]        |
| 2016 | Les cròniques de Blancaneu: El caçador i la reina del gel | Reina Ravenna                | | [ 61 ]        |
| 2016 | Diré el teu nom                                           | Wren Petersen                | | [ 63 ]        |
| 2016 | Kubo and the Two Strings                                  | Mico Sariatu                 | veu | [ 66 ] [ 67 ] |
| 2016 | Brain on Fire                                             | —                            | productora |               |
| 2017 | Atòmica                                                   | Lorraine Broughton           | també productora | [ 70 ]        |
| 2017 | The Fate of the Furious                                   | Cipher                       | | [ 72 ]        |
| 2018 | Tully                                                     | Marlo                        | també productora | [ 74 ]        |
| 2018 | Gringo                                                    | Elaine Markinson             | també productora | [ 76 ]        |
| 2019 | Gairebé impossible                                        | Charlotte Field              | també productora | [ 78 ]        |
| 2019 | Murder Mystery                                            | —                            | productora adjunta | [ 80 ]        |
| 2019 | The Addams Family                                         | Morticia Addams              | veu també productora adjunta | [ 80 ]        |
| 2019 | Bombshell                                                 | Megyn Kelly                  | també coproductora | [ 83 ]        |
| 2020 | La vella guàrdia                                          | Andy d'Escítia               | També productora | [ 84 ]        |
| 2021 | F9                                                        | Cipher                       | | [ 85 ]        |
| 2021 | The Addams Family 2                                       | Morticia Addams              | Veu | [ 86 ]        |
| 2022 | Doctor Strange in the Multiverse of Madness               | Clea                         | Cameo; escena postcrèdits | [ 87 ]        |
| 2022 | The School for Good and Evil                              | Lady Lesso                   | | [ 88 ]        |
| 2023 | Fast X                                                    | Cipher                       | | [ 89 ]        |
| TBA  | The Old Guard 2                                           | Andromache "Andy" of Scythia | Post-production; also producer | [ 90 ]        |

| Pel·lícules que encara no s'han estrenat | Indica pel·lícules que encara no s'han estrenat |

### Televisió
| Any  | Títol                          | Paper                                  | Notes | Referències |
| ---- | ------------------------------ | -------------------------------------- | --- | ----------- |
| 1997 | Hollywood Confidential         | Sally Bowen                            | Telefilm | [ 91 ]      |
| 2000 | Saturday Night Live            | Amfritriona                            | Episodi: "Charlize Theron / Paul Simon" | [ 92 ]      |
| 2004 | Digue'm Peter                  | Britt Ekland                           | Telefilm; nominació − Globus d'Or a la millor actriu secundària en sèrie, minisèrie o telefilm Nominació − Emmy a la millor actriu secundària en minisèrie o telefilm | [ 93 ]      |
| 2005 | Arrested Development           | Rita Leeds                             | 5 episodis | [ 94 ]      |
| 2006 | Robot Chicken                  | Mare de Daniel / Mare / cambrera       | veu; episodi: "Book of Corrine" | [ 95 ]      |
| 2014 | Saturday Night Live            | Amfritriona                            | Episodi: "Charlize Theron / The Black Keys" | [ 96 ]      |
| 2017 | The Orville                    | Pria Lavesque                          | Episodi: "Pria" | [ 97 ]      |
| 2020 | Home Movie: The Princess Bride | Fezzik                                 | Episodi: "Chapter Nine: Have Fun Storming the Castle!" | [ 98 ]      |
| 2022 | The Boys                       | Ella mateixa interpretant a Stormfront | Cameo; episodi: "Payback" | [ 99 ]      |
| 2024 | RuPaul's Drag Race             | Jutge convidada                        | 1 episodi ("Rate-A-Queen") | [ 100 ]     |

## Treball com a productora
| Any       | Títol                                                  | Treball    | Notes                    |
| Any       | Títol                                                  | Productora | Notes                    |
| --------- | ------------------------------------------------------ | ---------- | ------------------------ |
| 2006      | East of Havana                                         | Sí         | Documental               |
| 2012      | Hatfields & McCoys                                     | Adjunta    | només pilot de televisió |
| 2016      | Brain on Fire                                          | Sí         | Llargmetratge            |
| 2017      | Girlboss                                               | Adjunta    | 13 episodis              |
| 2017–2019 | Mindhunter                                             | Adjunta    | 19 episodes              |
| 2019      | Murder Mystery                                         | Adjunta    | Llarmetratge             |
| 2019      | Hyperdrive                                             | Adjunta    | 10 episodis              |
| 2023      | Last Call: When a Serial Killer Stalked Queer New York | Adjunta    | 4 Episodis               |

## Vídeo musical
| Any  | Títol     | Paper   | Artista         | Ref(s)  |
| ---- | --------- | ------- | --------------- | ------- |
| 2010 | Crossfire | Heroïna | Brandon Flowers | [ 101 ] |

## Videojocs
| Any  | Títol    | Paper de veu | Ref(s)  |
| ---- | -------- | ------------ | ------- |
| 2005 | Æon Flux | Æon Flux     | [ 102 ] |

## Vídeos a internet
| Any  | Títol                                           | Paper        | Ref(s)  |
| ---- | ----------------------------------------------- | ------------ | ------- |
| 2009 | Between Two Ferns with Zach Galifianakis        | Ella mateixa | [ 103 ] |
| 2012 | Charlize Theron Got Hacked                      | Ella mateixa | [ 104 ] |
| 2017 | 10 Ways To Drive Him Wild (ft. Charlize Theron) | Ella mateixa | [ 105 ] |